# أناوين جوجين
أناوين جوجين (بالتايلندية: อนาวิน จูจีน) (13 مارس 1987 بمحافظة ناخون ساوان في تايلاند - ) هو لاعب كرة قدم تايلندي في مركز الظهير. شارك مع منتخب تايلاند تحت 23 سنة لكرة القدم ومنتخب تايلاند لكرة القدم. أما مع النوادي، فقد لعب مع نادي بوريرام يونايتد ونادي باثوم يونايتد.

## مسيرته الكروية
لعب أناوين جوجين خلال مسيرته الاحترافية مع 3 أندية في سبعة مواسم وسجل خلالها 15 هدفًا ضمن 161 مباراة. حيث فاز في موسمين بالكأس وثلاثة مواسم بالدوري.
خاض أناوين جوجين مسيرته مع نادي بوريرام يونايتد في موسم 2013 ليلعب معه أربعة مواسم، مشاركًا في 107 مباراة سجل خلالها 11 هدفًا. ثم انتقل إلى Suphanburi F.C. ‏ في عامي 2017-2019 ولمدة موسمين، حيث شارك في 33 مباراة سجل خلالها 3 أهداف. لينتقل بعدها إلى PTT Rayong F.C. ‏ ما بين عامي 2019 و2020 لمدة موسم واحد، مشاركًا في 21 مباراة سجل خلالها هدفا وحيدًا.

## روابط خارجية
- أناوين جوجين على موقع قاعدة بيانات كرة القدم.إي يو (الإنجليزية)
- أناوين جوجين على موقع ناشيونال فوتبول تيمز (الإنجليزية)
- أناوين جوجين على موقع Soccerway.com (الإنجليزية)
- أناوين جوجين على موقع عالم كرة القدم.نت (الإنجليزية)